# Charlie bokserem
Charlie bokserem (ang. The Champion) − amerykański film niemy z 1915 roku, w reżyserii Charliego Chaplina.

## Obsada
- Charlie Chaplin – Pretendent
- Edna Purviance – Córka trenera
- Ben Turpin – Sprzedawca
- Paddy McGuire – Sparring partner
- Billy Armstrong – Sparring partner
- Carl Stockdale – Sparring partner
- Leo White – Nieuczciwy
- Lloyd Bacon – Trener
- Bud Jamison – Mistrz świata